# Svetlana Novikova
Svetlana Leonidovna Novikova (in russo Светлана Леонидовна Новикова?; Elizovo, 5 settembre 1974) è un'ex sciatrice alpina russa.
Agli inizi della carriera, prima della dissoluzione dell'Unione Sovietica (1991), gareggiò per la nazionale sovietica; ai XVI Giochi olimpici invernali di Albertville 1992 fece parte della Squadra Unificata.

## Biografia
Sciatrice polivalente, la Novikova debuttò in campo internazionale in occasione dei Mondiali juniores di Geilo/Hemsedal 1991; l'anno dopo partecipò ai XVI Giochi olimpici invernali di Albertville 1992, sua unica presenza olimpica, classificandosi 27ª nella discesa libera e 19ª nella combinata. Sempre nel 1992 vinse la medaglia di bronzo nella discesa libera ai Mondiali juniores di Maribor e ottenne il primo piazzamento in Coppa del Mondo, il 12 dicembre a Vail nella medesima specialità (47ª), mentre nel 1993 esordì ai Campionati mondiali e nella rassegna iridata di Morioka si piazzò 28ª nella discesa libera e 32ª nello slalom gigante.
Il 20 e 21 dicembre 1995 conquistò gli ultimi podi in Coppa Europa, vincendo le due discese libere disputate ad Altenmarkt-Zauchensee, e ai successivi Mondiali di Sierra Nevada 1996 fu 33ª nel supergigante e non completò la discesa libera. Nel 1997 ottenne il miglior piazzamento in Coppa del Mondo, il 1º febbraio a Laax in discesa libera (20ª), partecipò ai Mondiali di Sestriere (sua ultima presenza iridata), classificandosi 28ª nella discesa libera, 32ª nel supergigante e 18ª nella combinata, e prese per l'ultima volta il via in Coppa del Mondo, il 5 dicembre a Lake Louise in discesa libera (45ª); si ritirò al termine di quella stessa stagione 1997-1998 e la sua ultima gara fu un supergigante FIS disputato l'11 aprile a Elizovo.

## Palmarès

### Mondiali juniores
- 1 medaglia:
  - 1 bronzo (discesa libera a Maribor 1992)

### Coppa del Mondo
- Miglior piazzamento in classifica generale: 97ª nel 1996

### Coppa Europa
- 2 podi (dati dalla stagione 1994-1995):
  - 2 vittorie

#### Coppa Europa - vittorie
| Data             | Località              | Paese   | Specialità |
| ---------------- | --------------------- | ------- | ---------- |
| 20 dicembre 1995 | Altenmarkt-Zauchensee | Austria | DH         |
| 21 dicembre 1995 | Altenmarkt-Zauchensee | Austria | DH         |

Legenda:

DH = discesa libera

### Campionati russi
- 4 medaglie (dati dalla stagione 1994-1995):
  - 1 oro (slalom gigante nel 1996)
  - 1 argento (supergigante nel 1996)
  - 2 bronzi (supergigante, slalom gigante nel 1995)